# ناتالیا مشچریاکووا
ناتالیا مشچریاکووا (روسی: Наталья Мещерякова؛ زادهٔ ۱ ژوئن ۱۹۷۲) شناگر اهل روسیه بود.